# Wager Swayne
Wager Swayne, né le 10 novembre 1834 et mort le 18 décembre 1902, est un général et homme politique démocrate. Il est gouverneur militaire de l'Alabama entre 1867 et 1868, lors de la reconstruction après la guerre de Sécession.

## Décoration
- Medal of Honor pour ses actions lors de la seconde bataille de Corinth